# Согалинський сільський округ
Согали́нський сільський округ (каз. Соғалы ауылдық округі, рос. Согалинский сельский округ) — адміністративна одиниця у складі Хобдинського району Актюбінської області Казахстану. Адміністративний центр — село Кок-Уй.
Населення — 369 осіб (2021; 972 у 2009, 1472 у 1999, 1913 у 1989).
Станом на 1989 рік існувала Сугалинська сільська рада (села Зелений Дол, Когали, Сугали).

## Склад
До складу округу входять такі населені пункти:
| Населений пункт | Колишні назви | Населення, осіб (1989) | Населення, осіб (1999) | Населення, осіб (2009) | Населення, осіб (2021) |
| --------------- | ------------- | ---------------------- | ---------------------- | ---------------------- | ---------------------- |
| Когали, село    | -             | 329                    | 270                    | 231                    | 158                    |
| Кок-Уй, село    | Зелений Дол   | 1211                   | 693                    | 513                    | 159                    |
| Согали, село    | Сугали        | 373                    | 509                    | 228                    | 52                     |